# Muñeca a la moda

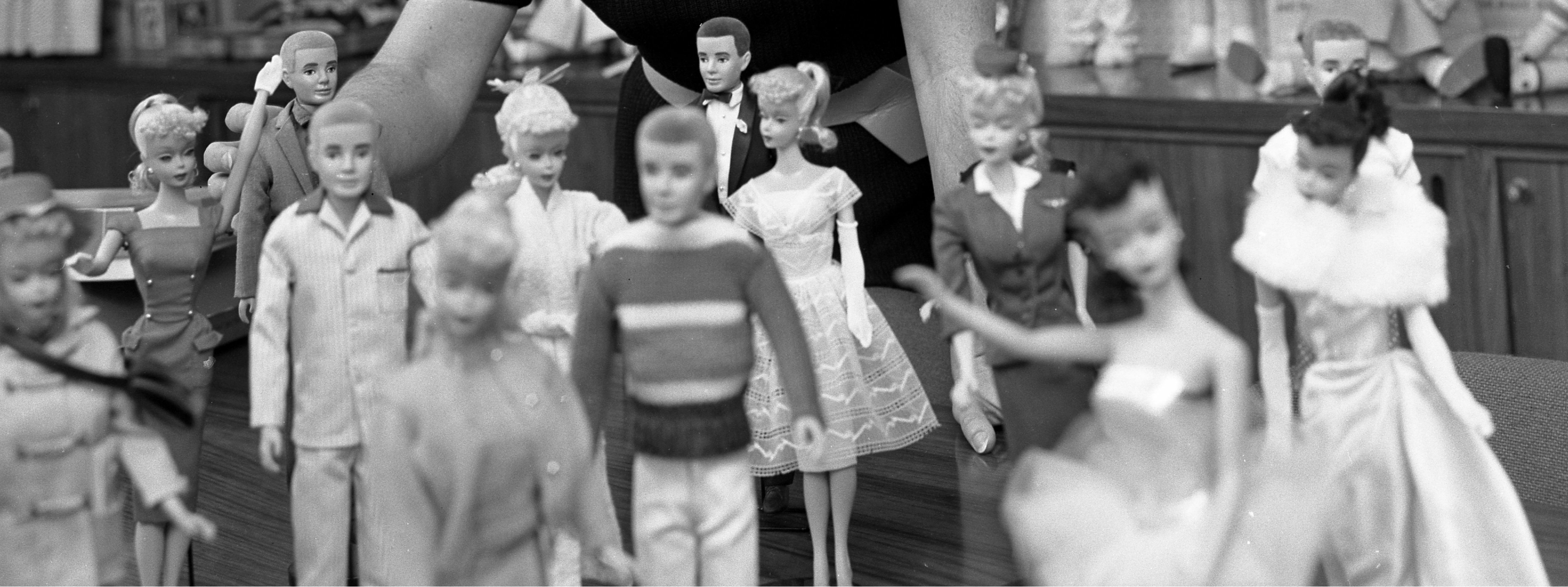
Varios modelos de Barbie y Ken fotografiados en 1961.

Muñecas a la moda o fashion dolls son muñecas principalmente diseñadas para ser vestidas reflejando las tendencias de la moda. Están fabricadas como juguetes pero también son adquiridas por coleccionistas adultos. Las muñecas son normalmente modeladas como chicas adolescentes o mujeres adultas, aunque niños, varones, e incluso algunas variantes no humanas también existen. Las muñecas a la moda modernas son típicamente fabricadas en vinilo u otro plástico. A principios del siglo XXI, aparecieron las primeras versiones producidas con software 3D.
Una forma temprana de muñecas a la moda fueron las muñecas de porcelana francesas de mediados del siglo XIX. Aun así, una especie de muñecas a la moda o maniquíes a tamaño natural fueron generalmente utilizadas en las cortes de Francia y España tan pronto como en el siglo XVI para mostrar las calidades táctiles de las prendas que no podían ser incorporadas a las pinturas. Una carta datada en 1515 y enviada a Federico Gonzaga por Francisco I de Francia para su madre Isabel de Este le pregunta si podría enviar una muñeca de moda a la corte francesa de modo que las copias de su estilo pudieran ser confeccionadas para las damas de Francia.
Barbie fue comercializada por la compañía juguetera estadounidense Mattel en 1959, y debido a su enorme éxito fue seguida por muchas muñecas a la moda de vinilo que la imitaban. La medida de la Barbie, 11.5 pulgadas (290 mm) supuso el estándar a menudo utilizado por otros fabricantes. Pero muñecas de moda han sido hechas en muchas medidas diferentes que varían de 10.5 pulgadas (270 mm) a 36 pulgadas (900 mm).
Costureras y clientes coleccionistas de muñecas a la moda las modifican en su trabajo, personalizando las ropas, repintando caras, cambiando el cabello, o haciendo otras alteraciones ellos mismos en las muñecas. Muchos de estos trabajos son únicos. Estos artistas normalmente no están conectados a los fabricantes originales y venden su trabajo a otros coleccionistas. A pesar de algunos contratiempos, el mercado de la muñeca a la moda continúa expandiéndose, introduciendo nuevos juguetes basados en las muñecas clásicas y la Barbie de Mattel, como Hasbro con Equestria Girls dolls, Ever After High y Monster High, MGA Entertainment con sus Bratz y Project Mc² también incorpora  el uso de muñecas de moda y juguetes.

## Historia y tipos

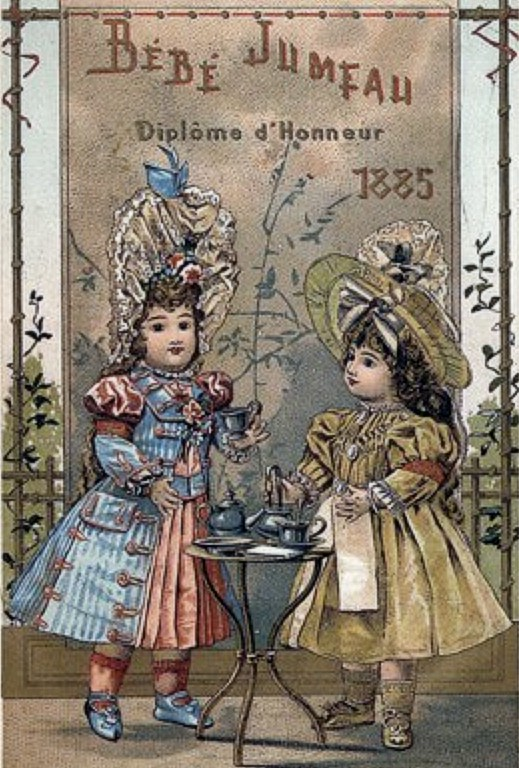
Muñecas de porcelana en un anuncio de la compañía francesa Jumeau, 1885

Las muñecas de porcelana de compañías francesas eran muñecas de moda. Estas dominaron el mercado entre aproximadamente 1860 y 1890. Representaban niñas y jovencitas para que las niñas de familias ricas pudieran jugar a vestirlas con las modas contemporáneas. Estas muñecas provenían de compañías como Jumeau, Bru, Gaultier, Rohmer, Simone y Huret, aunque sus cabezas eran a menudo fabricadas en Alemania. En el Paso Choiseul, en el área de París, una industria floreció haciendo ropa y accesorios para las muñecas. Las muñecas de porcelana aparecieron a mediados del XIX y coparon el mercado hasta el fin del siglo.
La primera muñeca a la moda estadounidense, Cissy, fue comercializada por la Alexander Doll Company en 1955. Cissy lucía un busto pronunciado y zapatos de tacón alto. Barbie fue lanzada al mercado por la compañía Mattel en 1959, inspirada en la también voluptuosa muñeca alemana Bild Lilli. Barbie fue la principal muñeca a la moda en el mercado juguetero mundial durante cincuenta años.

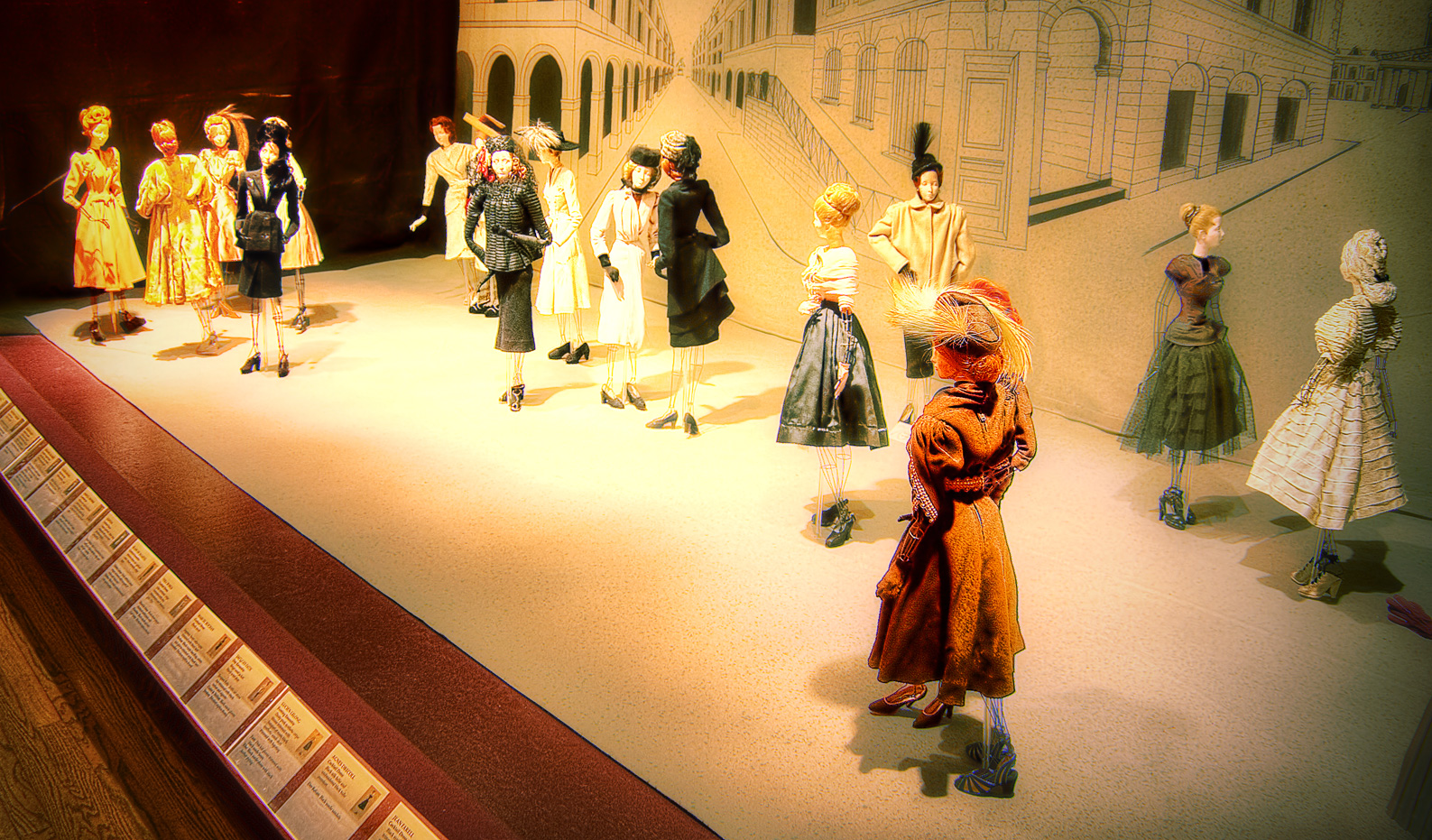
Muñecas de moda hechas en París para el Théâtre de la Mode (1946) en exhibición en el Maryhill Museum of Art.

Muchas líneas de muñeca a la moda se han inspirado en Barbie o se han lanzado como una alternativa a ella. Tammy fue creada por la Ideal Toy Company en 1962. Anunciada como "La muñeca que te encanta para vestir", Tammy era retratada como una adolescente norteamericana, más como la "vecina de al lado" en contraste con la imagen más cosmopolita de Barbie. Sindy fue creada por la británica  British Pedigree Dolls & Toys en 1963 como otra rival para Barbie, con una mirada sana.
La American Character Doll Company comercializó su "Tressy" en 1963 para competir con Barbie. Tressy era primero vendida como una muñeca de moda de 11½" y, después de ser adquirida por la Ideal Toy Company, a finales de los 60 fue vendida con un tamaño mayor y aspecto más adolescente. Tressy presentaba un largo cabello que podía ser sacado de la parte superior de la cabeza de la muñeca pulsando un botón en su diafragma; aquel mecanismo permitía a las niñas la capacidad de peinar el cabello en una variedad de estilos. A finales de los años 1960 y principios de los años 1970 Ideal presentó otras muchas muñecas de moda grandes con cabello de longitud ajustable. La muñeca Crissy y sus amigas tenían una altura de 16" y Velvet Doll y sus amigas 18". La diseñadora de moda Mary Quant realizó una amplia colección a la moda de los 70 para la muñeca Daisy en 1973.
Integrity Toys lanzaron la línea Fashion Royalty de muñecas de 12" concebidas y creadas por Jason Wu en el año 2000 incluyendo figuras como Dania Zarr y Baronesa Agnes Von Weiss, específicamente para coleccionistas adultos. En 2005, Superdoll Collectibles a través de los artistas londinenses Desmond Lingard y Charles Fegen, crearon Sybarites, muñecas a la moda artísticas de resina de 16" para coleccionistas adultos. Paul Pham también creó las muñecas de 16" Numina, bajo la marca de la compañía Dollcis para coleccionistas adultos.
Fulla fue creada para niñas musulmanas y los países de Oriente Medio como una alternativa a Barbie. El concepto surgió alrededor de 1999, y llegó a las tiendas a finales de 2003. Las Bratz fueron lanzadas en 2001, diseñadas por Carter Bryant y fabricadas por la compañía de juguetes californiana MGA Entertainment. Se distinguen por sus cabezas grandes con cuerpos menudos y labios exuberantes y lustrosos. Mattel introdujo la línea My Scene en 2002 y la línea Flavas en 2003 para rivalizar con Bratz. En 2010 Mattel lanzó las Monster High, basadas en la fantasía y los monstruos clásicos del cine. En 2014, el artista Nickolai Lamm lanzó Lammily, una muñeca de moda basada en los estudios del propio Lamm comparando la figura de Barbie con las medidas medias de una joven de 19 años.
Muñecas de moda asiáticas son hechas por fabricantes asiáticos principalmente para su propio mercado asiático. Blythe Dolls muestran enormes cabezas y ojos de colores intercambiables; eran originalmente producidas por la compañía americana Kenner pero son ahora producidas por la compañía japonesa Takara. Otra muñeca con cabeza exagerada, Pullip, fue creada en 2003 en Corea. Muñecas de moda japonesas fabricadas para el mercado infantil incluyen a Licca (comercializada en 1967) y Jenny (introducida en 1982) por Takara Tomy.
A mediados de los años 1990 muñecas creadas por Gen Marshall de Ashton-Drake, Tyler Wentworth de Tonner y Alexandra Fairchild Ford para Madame Alexander fueron comercializadas. Son de entre 15.5 y 16 pulgadas (395 y 410 mm,) más grandes que otras muñecas de moda comunes. Integrity Toys expandieron hasta las 16" su tamaño en la línea FR:16, que incluye caracteres como Adele Makeda y Elsa Lin. Estas muñecas son mayoritariamente fabricadas para coleccionistas adultos.